# RosettaNet
RosettaNet（ロゼッタネット）は、電子商取引の標準的なプロセス確立を目的とした非営利の標準化団体。コンピュータ、家庭用電化製品、電子部品、半導体製造、電気通信、物流企業が、業界全体のオープンなe-ビジネスの標準を作るために集まっている。作成された標準は、共通のe-ビジネス言語となり、グローバルベースでサプライチェーン関係者間のプロセスを調整できるようになる。
RosettaNetは、GS1 US (旧Uniform Code Council, UCC) の傘下にある。RosettaNetの500人のメンバーは、世界中の企業から集まっている。このコンソーシアムは、米国、マレーシア、ヨーロッパ、日本、台湾、中国、シンガポール、タイ、オーストラリアに地域団体 (RosettaNetではアフィリエイトと呼んでいる)の拠点を置いている。日本にはアフィリエイトとしてロゼッタネット・ジャパンがあった。
RosettaNetには、いくつかのローカルユーザーグループがある。ヨーロッパのユーザーグループはEDIFICEと呼ばれる。

## 概要
RosettaNet標準は、電子データ交換 (EDI) の一部として、eコマースドキュメントと交換プロトコルの両方を定義する。
メッセージフォーマットにXMLを採用、メッセージの送受信にHTTPベースの独自プロトコルRNIF (RosettaNet Implementation Framework) を使う。メッセージガイドライン、ビジネスプロセスのインターフェイス、および企業間取引の実装フレームワークを定義している。主な適用範囲はサプライチェーン領域だが、製造、製品、材料業界のデータおよびサービスプロセスも対象範囲である。
この規格は、世界の半導体業界だけでなく、電子部品、家庭用電化製品、電気通信、物流にも広く普及している。RosettaNetは米国で生まれ、米国で広く使用されているが、アジア諸国の政府からも広く受け入れられ、サポートされている。ヨーロッパでは代わりにEDIFACTが広く使用されている。
RosettaNet Automated Enablement標準 (RAE)は、Office Open XMLドキュメント標準を使用している。
RosettaNetテクニカルディクショナリ (RNTD) は、取引にRosettaNetを使用するサプライチェーン内の製品の分類と特性評価のための参照モデルです。

## 歴史
RosettaNetは1998年にFadi Chehadeによって設立された。当時イングラムマイクロ社の電子商取引担当の長だったFadiは、パートナー企業との電子情報交換の実装に多大なコストがかかることから、国際標準の必要性を感じていた。Fadiは業界の有力企業に標準化組織の立ち上げを提案し、自ら初代CEOとなった。名前の由来は、企業間の情報交換のための共通言語を作るという標準化活動の目標から、Fadiの生まれ故郷の近くで発見されたロゼッタ・ストーンにあやかったものである。
発足時の本部はカリフォルニア州サンタ・アナ。2000年、FadiがCEOを退任、Viacore社を立ち上げる。Jennifer Hamiltonが第二代CEOに就任。2002年、Uniform Code Council(当時; 現在のGS1 US)と合併、下部組織という位置づけになる。2004年、Jenniferがプレジデント(UCCとの合併時に役職名が変更されていた)を退任、Herman Stiphoutがプレジデントに就任。2005年、本部を東海岸に移転。
RosettaNet ウェブサイトは2013年末までに閉鎖され、RosettaNet の標準規格は現在GS1 US ウェブサイトの一部として管理されている。
日本においても2000年4月にアフィリエイトとしてロゼッタネットジャパン(RNJ)が発足したが、2013年3月末日をもって活動を終了し解散した。

## ebXMLとの関係
よく誤解されるが、ebXMLはRosettaNetとは主な標準化の対象領域が異なる。RosettaNetは企業間の情報交換の語彙およびプロセス仕様を具体的に仕様化することが目的である一方、ebXMLはそうした業界仕様開発を下支えする技術仕様の策定を目標とする。具体的に言えば、ebXMLには「電子業界のためのメッセージ標準」というものは存在しない。このためRosettaNetとebXMLは本来補完関係にあると言える。ただし、RosettaNetのRNIFはebXML Message Service(ebMS)とほぼ同じ層の技術仕様であり、この点では競合関係にある。もっともRosettaNetがRNIFを開発したのは当時そのような技術仕様が存在しなかったためで(ebMS 1.0の標準化は2001年)、もはやRosettaNetの中心的な関心事ではない。実際RosettaNetは2001年に「RNIFの次期版はebMSに準拠したものになる」という計画を公式に発表しており、2004年にはebMS 2.0、AS2、WS-I BP 1.0をメッセージ送受信プロトコルとして採用する技術プログラムを開始している。
CCTSおよびUN/CEFACT Core Component Library (ebXML Core Componentsを参照) をRosettaNetに採用する可能性も検討されているが、メッセージ仕様が大きく変更されることになるため、関係者の間では慎重に対応すべきとの意見が根強い。